# 홋카이도 아이누 협회
홋카이도 아이누 협회(일본어: 北海道アイヌ協会, 예전 이름은 홋카이도 우타리 협회(일본어: 北海道ウタリ協会))는 홋카이도에 거주하는 아이누민족의 조직이다. 1946년부터 사단법인이 되었다.
1930년에 홋카이도 아이누 협회(北海道アイヌ協会)라는 이름으로 설립되었다. 1961년에는 홋카이도 우타리 협회로 개칭되었다가 2009년 4월 1일에 다시 홋카이도 아이누 협회(일본어: 北海道アイヌ協会)로 개칭되었다.

## 약력
아이누민족에 관한 각종 정책에 대해서 아이누족의 입장에서 비판・제언하고 아이누 문화의 진흥 및 아이누 전통 등에 관한 지식 보급 및 계발에 관한 법률 제정에는 중심적인 역할을 담당했다. 그리고 메이지 시대 이래의 동화정책에 대항하고 아이누 본래의 문화・풍습을 지키기 위한 활동에 몰두하고 있다.

## 연혁
- 1930년 - 홋카이도 아이누 협회 설립
- 1946년 2월 24일 - 사단법인 홋카이도 아이누 협회 설립 총회
- 1946년 3월 13일 - 사단법인 홋카이도 아이누 협회로써 인가
- 1961년 4월 13일 - 홋카이도 우타리 협회로 명칭 변경
- 2009년 4월 1일 - 홋카이도 아이누 협회로 명칭 변경